# グアムサッカーリーグ
グアムサッカーリーグ（英: Guam Soccer League）は、グアムにおけるサッカーリーグのトップディビジョンである。1990年創設。

## 2016-17シーズン所属クラブ

### 1部
- グアム銀行ストライカーズFC
- グアム・シップヤード
- ハヤ・ユナイテッドFC
- NAPAローヴァースFC
- クオリティ・ディストリビューターズ

### 2部
- FCベールセロナ
- ボブキャット・ローヴァース
- BOGストライカーズ
- クラッシャーズFC
- アイランダーズFC
- LOAヒート
- パゴ・ベイ・ディザスターズ
- ローヴァースFC
- シンコ・ユーロカー
- サイドキックスFC
- UOG

## 歴代優勝クラブ
参考：RSSSF
| - 1990：グアム大学 - 1991：グアム大学 - 1992：グアム大学 - 1993：グアム大学 - 1994：タモン・タイヴォン - 1995：グアム・フォース - 1996：グアム・フォース - 1997：タモンSC - 1998：アンデルソンSC - 1998春季：アンデルソンSC - 1998秋季：アイランド・カーゴ - 1999：クアーズライト・シルバーバレッツ - 1999春季：カーペット・ワン - 1999秋季：クアーズライト・シルバーバレッツ - 2000：クアーズライト・シルバーバレッツ - 2000春季：クアーズライト・シルバーバレッツ - 2000秋季：ネイビー - 2001：ステイウェル・ズーム - 2001春季：クアーズライト・シルバーバレッツ - 2001秋季：ステイウェル・ズーム - 2002：グアム・シップヤード - 2002春季：グアム・シップヤード - 2002秋季：グアム・シップヤード | - 2003：グアム・シップヤード - 2003春季：グアム・シップヤード - 2003秋季：グアム・シップヤード - 2004：グアムU-18代表 - 2004春季：グアムU-18代表 - 2004秋季：グアムU-18代表 - 2005：グアム・シップヤード - 2005春季：グアム・シップヤード - 2005秋季：グアム・シップヤード - 2006：グアム・シップヤード - 2006春季：グアム・シップヤード - 2006秋季：グアム・シップヤード - 2007春季：クオリティ・ディストリビューターズ - 2007-08：クオリティ・ディストリビューターズ - 2008-09：クオリティ・ディストリビューターズ - 2009-10：クオリティ・ディストリビューターズ - 2010-11：カー・プラスFC - 2011-12：クオリティ・ディストリビューターズ - 2012-13：クオリティ・ディストリビューターズ - 2013-14：ローヴァースFC - 2014-15：ローヴァースFC - 2015-16：ローヴァースFC - 2016-17：ローヴァースFC - 2017-18：ローヴァースFC - 2018-19：ローヴァースFC |

## 歴代得点王
| シーズン | 選手                                      | 所属クラブ                                                    | ゴール数 |
| -------- | ----------------------------------------- | ------------------------------------------------------------- | -------- |
| 2006秋季 | エリック・ソット                          | U-17サッカーグアム代表                                        | 32       |
| 2007春季 | エリック・ソット                          | U-19サッカーグアム代表                                        | 16       |
| 2007-08  | アシュトン・サーバー                      | ノ・カ・オイ・グアムSC                                        | 20       |
| 2008-09  | ミン・スン・チョイ                        | ペイント・ストライカーズ                                      | 35       |
| 2009-10  | ミン・スン・チョイ マシュー・ウェルトン   | ペイント・ストライカーズ クオリティ・ディストリビューターズFC | 28       |
| 2010-11  | エリアス・メルファーレン                  | カープラスFC                                                  | 15       |
| 2011-12  | スコット・スピンドル ジェイソン・カンリフ | クオリティ・ディストリビューターズFC グアム・シップヤード     | 32       |
| 2012-13  | スコット・スピンドル                      | クオリティ・ディストリビューターズFC                          | 42       |